# رافاييل أغيلار
رافاييل أغيلار هو راقص إكوادوري، ولد في 1926 في غواياكيل في الإكوادور، وتوفي في 3 مارس 1995 في مدريد في إسبانيا.